# Valide sultan

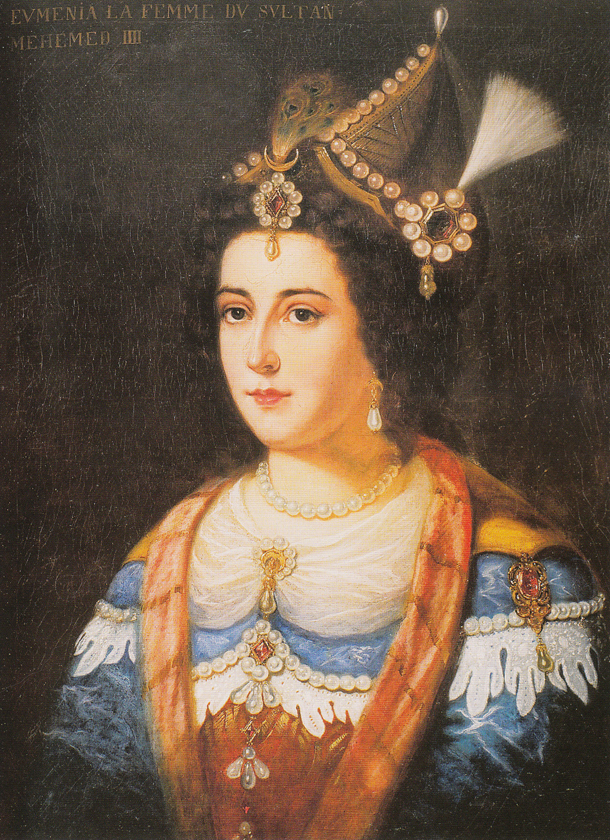
Emetullah Rabia Gülnûş Sultan, fantasiporträtt från 1800-talet.

Valide sultan (arabiska walida, hon som har fött till världen, mor) är en historisk titel och position som tillkom mödrarna till Osmanska rikets regerande sultaner. Valide sultan räknades hierarkiskt som den näst högsta titeln i riket. Hon var den högst rankade kvinnan i riket, och kom före sultanens gemåler, som normalt var slavkonkubiner.  
Ursprungligen kallades sultanens mor för Valide Hatun. Denna titel ändrades till Valide sultan sedan sultanerna hade erövrat Konstantinopel 1453. 
En valide sultan bemöttes i enlighet med den muslimska synen på mödrars rätt med stor respekt. De flesta valide sultan var formellt sett slavar från det kejserliga osmanska haremet, vars överhuvud de var. Sultanens mor bestämde över haremskvinnornas liv och död genom att ha överseende över vilka som skulle väljas ut till vilken uppgift, och hur deras felsteg skulle bestraffas. Två av dem regerade också ensamma som rikets regenter under sina söners omyndighet. 

## Valide sultaner
- 1520–1534 : Ayşe Hafsa Sultan
- 1574–1583 : Nurbanu Sultan
- 1594–1603 : Safiye Sultan
- 1603–1604 : Handan Sultan
- 1617–1618 : Halime Sultan  (första gången)
- 1618–1622 : Mahfiruz Hadice Sultan
- 1622–1623 : Halime Sultan (andra gången)
- 1623–1648 : Kösem Sultan (regent)
- 1648–1683 : Turhan Hatice Sultan (regent)
- 1687–1689 : Saliha Dilâşub Sultan
- 1695–1715 : Emetullah Rabia Gülnûş Sultan
- 1730–1739 : Saliha Sultan
- 1754–1757 : Şehsuvar Sultan
- 1789–1805 : Mihrişah Valide Sultan
- 1807–1808 : Ayşe Seniyeperver Sultan
- 1808–1817 : Nakşidil Sultan
- 1839–1853 : Bezmiâlem Sultan
- 1861–1876 : Pertevniyal Sultan
- 1876–1876 : Şevkefza Sultan
- 1876–1904 : Rahime Perestu